# 約夫科夫齊水庫
42°55′52″N 25°47′49″E / 42.931°N 25.797°E
約夫科夫齊水庫是保加利亞的水庫，位於該國東北部，距離埃倫娜5公里，長7.5公里、寬0.85公里，面積5.7平方公里，蓄水量0.92億立方米，最大水深60米。